# Antoni Urbański (historyk sztuki)
Antoni Urbański (ur. w 1873 w Ryżawce, zm. 1950 w Kosarzewie) – polski historyk sztuki, akademik, autor wielu artykułów oraz Mementa kresowego – wydanej w latach 20. XX wieku serii książek o dworach na Kresach Wschodnich, zniszczonych bądź utraconych przez właścicieli w wyniku znacznego okrojenia terytorium Rzeczypospolitej po odzyskaniu przez nią niepodległości.